# Taxila agias
Taxila agias är en fjärilsart som beskrevs av Hans Fruhstorfer 1912. Taxila agias ingår i släktet Taxila och familjen Riodinidae. Inga underarter finns listade i Catalogue of Life.